# Galgenberg, Lieblingsfelsen, Scheibenberg
Das Naturschutzgebiet Galgenberg, Lieblingsfelsen, Scheibenberg liegt auf dem Gebiet der Städte Gaggenau und Gernsbach im Landkreis Rastatt in Baden-Württemberg. Das 42,7 ha große Gebiet mit der Kenn-Nummer 2.130 steht seit dem 5. Juni 1990 unter Naturschutz. 
Das aus drei Teilgebieten bestehende Naturschutzgebiet liegt westlich, nordöstlich und südöstlich des Gaggenauer Stadtteils Hörden.

## Schutzzweck
Schutzzweck des Naturschutzgebietes ist 
- die Erhaltung der Felshänge und -kuppen als erdgeschichtliche Dokumente
- die Erhaltung der extrem trockenen Standorte mit Pflanzengesellschaften wie Calluna-Heiden, Sandrasen und Felsgrasgesellschaften
- die Erhaltung der Lebensstätten zahlreicher wärmeliebender Pflanzen- und Tierarten